# Загуменна Віра Вікторівна
Віра Вікторівна Загуменна (нар. 11 липня 1954, Бахмут, Донецька обл.) — українська науковиця в галузі бібліографознавства, книгознавства, кандидат педагогічних наук (1992), професор (1997), член Президії Української бібліотечної асоціації [Архівовано 17 квітня 2021 у Wayback Machine.] (2001—2014), Заслужений працівник культури України (2008).

## Освіта
Загуменна Віра Вікторівна закінчила середню школу із золотою медаллю. У 1975 році закінчила бібліотечний факультет Харківського державного інституту культури (нині Харківська державна академія культури), отримала кваліфікацію «Бібліотекар-бібліограф технічних бібліотек вищої кваліфікації». У 1983—1986 роках навчалася в аспірантурі Київського державного інституту культури.

## Професійний шлях
Свій професійний шлях розпочала в 1975 році завідувачкою читальної зали в Артемівській районній бібліотеці (Донецька область). У 1976—1977 рр. працювала старшим бібліографом відділу інформації НДІ «Квант» у м. Київ.
У 1977 році працювала в науковій бібліотеці Київського державного інституту культури (КДІК, нині Національний університет культури і мистецтв — КНУКіМ) спочатку старшим бібліографом, потім завідувачкою довідково-бібліографічного відділу.
З 1986 р. — викладач кафедри загального бібліографознавства, з 1992 р. — доцент, а в 1996—2006 рр. — зав. кафедри бібліографознавства, професор.
З лютого 1998 по 2000 р. — декан факультету інформаційних систем і бібліотекознавства КНУКіМ, а з 2006 р. перейшла на роботу до Національної академії керівних кадрів культури і мистецтв (НАКККіМ) на посаду професора.
З січня 2015 року — завідувач кафедри бібліотекознавства та інформаційних комунікацій Інституту післядипломної освіти НАКККіМ.
З вересня 2015 (у зв'язку із реорганізацією кафедри та структури Академії) — завідувач кафедри інформаційних комунікацій та бібліотекознавства Інституту публічного управління та кадрової політики НАКККіМ В. В. Загуменна захистила кандидатську дисертацію «Система бібліографічного забезпечення комплектування як фактор поліпшення якості бібліотечних фондів» у Московському інституті культури [Архівовано 25 квітня 2017 у Wayback Machine.] (1992), отримала міжнародний сертифікат про присудження вченого ступеня на рівні доктора філософії в педагогічних науках (НС № 030253, 1997).
Професор В. В. Загуменна працювала над теоретико-методологічними проблемами бібліографічного забезпечення комплектування фондів наукових бібліотек, підготовки бібліотечно-інформаційних фахівців, була укладачем бібліографічних покажчиків. Першою в Україні на теоретичному рівні почала досліджувати проблеми адвокації в бібліотечній галузі. Вона є автором понад 150 публікацій із питань бібліотекознавства, бібліографії, бібліотечно-інформаційної освіти, зокрема, книг: «Зарубіжна бібліографія: навч. посібник» (1997); Стандарт вищої освіти. Освітньо-кваліфікаційна характеристика «Бакалавр» Спеціальність «Книгознавство. Бібліотекознавство. Бібліографія» (у співавторстві, 2005); «Інформаційна та виставкова діяльність: Словник базових термінів» (у співавторстві, 2011); "Адвокація: представлення інтересів бібліотек: посібник для тренерів за програмою підвищення кваліфікації (2012); Адвокація: представлення інтересів бібліотек: посібник для бібліотекарів за програмою підвищення кваліфікації (2013).
Під керівництвом В. В. Загуменної захищено 10 дисертацій (В. І. Лутовинова, Н. М. Сенченко, А. Л. Блажкевич, О. В. Васюк, О. М. Пашков, Т. О. Ярошенко, В. Є. Сошинська, С. І. Барабаш, М. В. Апшай, О. Л. Мазур). Її колишні учні — зараз уже відомі в країні науковці, викладачі, директори бібліотек.
В. В. Загуменна на кафедрі бібліотекознавства та інформаційних комунікацій Національної академії керівних кадрів культури і мистецтв викладає такі навчальні курси: «Бібліографознавство», «Бібліографічна діяльність», «Інформаційно-аналітична діяльність», «Міжнародні інформаційні ресурси».
Професор В. В. Загуменна — член редколегії журналів «Вісник книжкової палати [Архівовано 14 січня 2019 у Wayback Machine.]» (1996—1999 рр), «Бібліотечна планета»(1998 р.), науково-практичного збірника «Професійний бібліотечний рух: назустріч змінам бібліотечно-інформаційного середовища» (2001) та ін.; член спеціалізованої Вченої Ради К 26.807.01 КНУКіМ по захисту кандидатських дисертацій (1997—2006); Вчений секретар і член спеціалізованої Вченої Ради Д 26.807.02 у КНУКіМ по захисту докторських дисертацій (2003—2006); член Фахової ради з культури і мистецтв Міністерства освіти і науки України (1997—2002), член наглядової Ради Національної парламентської бібліотеки України (2011) та ін.
В. В. Загуменна є однією з розробників проекту «Стандарт вищої освіти. Освітньо-кваліфікаційна характеристика «Бакалавр» (Спеціальність «Книгознавство. Бібліотекознавство. Бібліографія», 2005.). Вона брала участь у роботі над проектом Закону «Про внесення змін до Закону України „Про бібліотеки і бібліотечну справу“» (2000), є експертом Міністерства освіти і науки з ліцензування та акредитації вищих навчальних закладів (2001).
В. В. Загуменна постійний учасник багатьох міжнародних, всеукраїнських наукових і науково-практичних конференцій, семінарів, тренінгів, курсів підвищення кваліфікації, зокрема міжнародної конференції «Бібліотеки та інформаційні ресурси в сучасному світі науки, освіти і бізнесу» (1995, 1996, 1999, 2001, 2003—2013); член оргкомітетів щорічної Всеукраїнської науково-практичної конференції Української бібліотечної асоціації (2009—2013); Всеукраїнської конференції «Сучасна інформаційно-бібліотечна безперервна освіта: нові вимоги» (2010—2014) та багато ін.
В. В. Загуменна — один з фундаторів Української бібліотечної асоціації (1995) та член Президії УБА (з 2001 р.), очолює напрям з наукової та освітньої діяльності цієї професійної громадської організації.
Загуменна В. В. є членом робочої групи УБА з адвокаційної діяльності бібліотек та співавтором Програми УБА з адвокації «Через бібліотеки — до знань!» (2008). Вона також брала участь у розробці нової редакції Кодексу етики бібліотекаря, що був прийнятий УБА 2013 року, та проєкту Стратегії Української бібліотечної асоціації до 2018 року.
З 2001 р. В. В. Загуменна бере активну участь у роботі Центру безперервної інформаційно-бібліотечної освіти та Головного тренінгового центру УБА [Архівовано 6 грудня 2019 у Wayback Machine.] та НАКККіМ.
Як член Президії УБА та тренер, вона разом з колегами реалізовувала програму ІФЛА «Розбудова потужних бібліотечних асоціацій» в Україні (2010—2012), а також програму «Бібліоміст» (програма «Глобальні бібліотеки-Україна» Фонду Білла та Мелінди Гейтс, яку адмініструє IREX).
В. В. Загуменна у січні—червні 2000 р. проходила стажування в бібліотеці Конгресу США за програмою Державного Департаменту США «Сучасні проблеми наукових досліджень». Темою її дослідження було: «Довідкове та інформаційне обслуговування в бібліотеках».

## Нагороди
- 1998 - Почесна грамота Міністерства культури і мистецтв України
- 2003 - Подяка міського голови
- 2004 - Почесна відзнака УБА «За внесок у бібліотечну освіту»
- 2008 - почесне звання «Заслужений працівник культури України»
- 2020 - Подяка Міністерства освіти і науки України (2020)[3].

## Коло наукових інтересів
Національна бібліографія, інформаційно-бібліотечна освіта в Україні і світі, адвокаційна діяльність бібліотек тощо.
У науковому доробку близько 150 наукових публікацій та навчально-методичних матеріалів.

## Основні публікації
- Загуменна В. В. Зарубіжна бібліографія : навч. посіб. / В. В. Загуменна. — Київ,1997. — 101 с.
- Загуменна В. В. Концептуальна модель підготовки сучасного бібліотечно-інформаційного фахівця / В. В. Загуменна // Вісн. Книжк. палати. — 2001. — № 2. — С. 20–21.
- Загуменна В. В. Національна бібліографія України : здобутки і перспективи / В. В. Загуменна // Бібліотекознавство. Документознавство. Інформологія. — 2004. — № 4.
- Загуменна В. В. Сучасні тенденції розвитку професійної бібліотечно-інформаційної освіти / В. В. Загуменна, І. П. Штефан // Бібліотекознавство. Документознавство. Інформологія. — 2004. — № 1.
- Валентина Степанівна Пашкова : біобібліогр. покажч. / М-во культури і мистецтв України. Нац. парлам. б-ка України, Київ. нац. ун-т культури і мистец.; уклад: В. В. Загуменна, О. І. Загуменна; авт. вступ. ст.: В. В. Загуменна. — Київ : НПБ України, 2005. — 36 с.
- Загуменна В. В. Стандарт вищої освіти. Освітньо-кваліфікаційна характеристика «Бакалавр» (Спеціальність «Книгознавство. Бібліотекознавство. Бібліографія» / Т. І. Ківшар, В. М. Медведєва, В. В. Загуменна та ін. — Київ, 2005. — 53 с.
- Загуменна В. В. Бібліотечна справа Данії : нотатки українського бібліотекаря / В. В. Загуменна // Бібліотекознавство. Документознавство. Інформологія. — 2008. — № 1. — С. 48–50.
- Загуменна В. В. Національна бібліотека Франції (Bibliotheque nationale de France) / В. В. Загуменна // Вісн. Книжк. палати. — 2008. — № 9. — С. 51–52.
- Загуменна В. В. Національні бібліотеки Данії : враження від професійного візиту українських бібліотекарів / В. В. Загуменна // Бібл. планета. — 2008. — № 4. — С. 14–15.
- Загуменна В. В. Адвокасі бібліотек : мета, завдання, перспективи розвитку / В. В. Загуменна // Документознавство. Бібліотекознавство. Інформаційна діяльність : проблеми науки, освіти, практики : зб. матеріалів VI Міжнар. наук.-практ. конф., Київ, 21-23 трав. 2009 р. — Київ, 2009. — С. 112—114.
- Загуменна В. В. Адвокаційна діяльність бібліотек — головні принципи та завдання / В. В. Загуменна // Документознавство. Бібліотекознавство. Інформаційна діяльність : проблеми науки, освіти, практики: зб. матеріалів VII Міжнар. наук.-практ. конф., Київ, 24-25 трав. 2010 р. — Київ, 2010. — С. 110—112.
- Організація доступу до інформації органів державної влади України в бібліотеках : програма підвищення кваліфікації працівників бібліотек / уклад.: В. В. Загуменна, І. О. Шевченко. — Київ : НАКККіМ, 2010. — 24 с.
- Загуменна В. В. Адвокація : представлення інтересів бібліотек : посібник для тренерів за прогр. підвищ. кваліфікації // Укр. бібл. асоц., Національна академія керівних кадрів культури і мистецтв, Центр безперервн. Інформ.-бібл. Освіти, Головний тренінгів центр для бібліотекарів; В. В. Загуменна. — Київ : «Самміт-Книга», 2012. — 60 с.
- Законодавство України на допомогу адвокаційній діяльності бібліотек : зб. докум. / уклад.: О. І. Романюк, Я. Є. Сошинська ; вступ. сл. В. В. Загуменна ; Укр. бібл. асоц. — Електрон. вид. — Київ : УБА, 2012. — 327 с.